# Eddy Determeyer
Eddy Determeyer (Den Bosch, 13 juni 1942) is een Nederlands muziekjournalist. Hij schrijft vooral over jazz, geïmproviseerde muziek en rhythm & blues, maar is ook actief voor de radio.
In de periode 1964-1976 organiseerde hij jazzconcerten in Nederland (Delft, Arnhem en Groningen) en sinds 1972 schrijft hij artikelen voor kranten, tijdschriften en websites zoals Jazzism en Doctor Jazz Magazine. Voor de Concertzender stelt hij iedere maand het programma Holiday for Hipsters samen. Ook is hij de auteur van verschillende jazzboeken, waaronder een biografie over de Amerikaanse bigband-leider Jimmie Lunceford.